# Championnat du Salvador de football 1993-1994
Navigation
Saison précédente Saison suivante
La Primera División 1993-1994 est la quarante-troisième édition de la première division salvadorienne.
Lors de ce tournoi, le CD Luis Ángel Firpo a tenté de conserver son titre de champion du Salvador face aux neuf meilleurs clubs salvadoriens.
Chacun des dix clubs participant était confronté quatre fois aux neuf autres équipes. Puis les quatre meilleurs se sont affrontés lors d'une phase finale à la fin de la saison.
Seulement deux places étaient qualificatives pour la Coupe des champions de la CONCACAF  et une place pour la Coupe des vainqueurs de coupe de la CONCACAF.

## Les 10 clubs participants
| \| CD Águila CD Apaneca Cojutepeque FC Club Deportivo FAS CD Municipal Limeño CD Luis Ángel Firpo Alianza FC Atlético Marte CD Tiburones AD El Transito \| Localisation des clubs engagés dans le championnat. |
| CD Águila CD Apaneca Cojutepeque FC Club Deportivo FAS CD Municipal Limeño CD Luis Ángel Firpo Alianza FC Atlético Marte CD Tiburones AD El Transito                                                           |

| Club                | Stade                        | Capacité          | Ville              |
| CD Águila           | Stade Juan Francisco Barraza | 10 000            | San Miguel         |
| Alianza FC          | Stade Cuscatlán              | 45 925            | San Salvador       |
| CD Apaneca          | Stade inconnu                | Capacité inconnue | Apaneca            |
| Cojutepeque FC (en) | Stade inconnu                | Capacité inconnue | Cojutepeque        |
| Club Deportivo FAS  | Stade Oscar Quiteño          | 15 000            | Santa Ana          |
| CD Municipal Limeño | Stade Jose Ramon Flores      | 5 000             | Santa Rosa de Lima |
| CD Luis Ángel Firpo | Stade Sergio Torres          | 5 000             | Usulután           |
| CD Atlético Marte   | Stade Cuscatlán              | 45 925            | San Salvador       |
| CD Tiburones        | Stade inconnu                | Capacité inconnue | Acajutla           |
| AD El Transito      | Stade Hanz Usko              | 3 000             | La Libertad        |

## Compétition
La compétition se déroule en deux phases :
- La phase de qualification : les trente-six journées de championnat.
- La phase finale : six journées de championnat entre les quatre meilleures équipes.

### Phase de qualification
Lors de la phase de qualification les dix équipes affrontent à quatre reprises les neuf autres équipes selon un calendrier tiré aléatoirement.
Les quatre meilleures équipes sont qualifiées pour la phase finale.
Le classement est établi sur l'ancien barème de points (victoire à 2 points, match nul à 1, défaite à 0).
Le départage final se fait selon les critères suivants :
- Le nombre de points.
- Le nombre de points particulier.
- La différence de buts particulière.
- La différence de buts générale.
- Le nombre de buts marqués.

#### Classement
| Rang | Équipe                  | Pts | J  | G  | N  | P  | Bp | Bc | Diff |
| ---- | ----------------------- | --- | -- | -- | -- | -- | -- | -- | ---- |
| 1    | CD Luis Ángel Firpo (T) | 49  | 36 | 20 | 9  | 7  | 67 | 33 | +34  |
| 2    | Alianza FC              | 42  | 36 | 17 | 8  | 11 | 60 | 36 | +24  |
| 3    | Club Deportivo FAS      | 41  | 36 | 14 | 13 | 9  | 49 | 43 | +6   |
| 4    | CD Tiburones            | 39  | 36 | 15 | 9  | 12 | 41 | 47 | -6   |
| 5    | AD El Transito          | 35  | 36 | 12 | 11 | 13 | 50 | 48 | +2   |
| 6    | CD Atlético Marte       | 35  | 36 | 12 | 11 | 13 | 44 | 42 | +2   |
| 7    | CD Municipal Limeño (P) | 34  | 36 | 12 | 10 | 14 | 48 | 58 | -10  |
| 8    | CD Águila               | 32  | 36 | 10 | 12 | 14 | 57 | 63 | -6   |
| 9    | Cojutepeque FC (en)     | 28  | 36 | 8  | 12 | 16 | 42 | 64 | -22  |
| 10   | CD Apaneca              | 25  | 36 | 6  | 13 | 17 | 30 | 54 | -24  |

| Légende : Qualifications et relégations | Légende : Qualifications et relégations                                                                     |
| --------------------------------------- | --- |
|                                         | Coupe des vainqueurs de coupe de la CONCACAF 1995 (1er Tour de qualification) Qualifié pour la phase finale |
|                                         | Qualifié pour la phase finale                                                                               |
|                                         | Relégué en Segunda División                                                                                 |
|                                         | (T) : Tenant du titre (P) : Promu de la saison 1992-1993                                                    |

### La phase finale
Lors de la phase finale les quatre équipes affrontent à deux reprises les trois autres équipes selon un calendrier tiré aléatoirement.
Le classement est établi sur l'ancien barème de points (victoire à 2 points, match nul à 1, défaite à 0).
Le départage final se fait selon les critères suivants :
- Le nombre de points.
- Un match d'appui pour départager les équipes.

#### Classement
| Rang | Équipe                  | Pts | J | G | N | P | Bp | Bc | Diff |
| ---- | ----------------------- | --- | - | - | - | - | -- | -- | ---- |
| 1    | Alianza FC              | 9   | 6 | 4 | 1 | 1 | 10 | 4  | +6   |
| 2    | Club Deportivo FAS      | 9   | 6 | 4 | 1 | 1 | 14 | 10 | +4   |
| 3    | CD Luis Ángel Firpo (T) | 6   | 6 | 2 | 2 | 2 | 9  | 7  | +2   |
| 4    | CD Tiburones            | 0   | 6 | 0 | 0 | 6 | 6  | 18 | -12  |

| Légende : Qualifications et relégations | Légende : Qualifications et relégations                             |
| --------------------------------------- | ------------------------------------------------------------------- |
|                                         | Coupe des champions de la CONCACAF 1995 (2e Tour de qualification)  |
|                                         | Coupe des champions de la CONCACAF 1995 (1er Tour de qualification) |
|                                         | (T) : Tenant du titre                                               |

#### Match de départage pour le titre
| 11 juin 1994 | Alianza FC                  | 2:1   | Club Deportivo FAS | Stade Cuscatlán |  |
|              | Meléndez 45e · Bufarini 58e | (1:1) | Bordón 37e         |                 |  |

## Bilan du tournoi
| Tableau d'Honneur          |            |
| Compétition                | Vainqueur  |
| Primera División 1993-1994 | Alianza FC |

| Qualifications continentales 1994-1995       |                     |
| Coupe des champions de la CONCACAF           | Qualifiés           |
| Deuxième tour de qualification               | Alianza FC          |
| Premier tour de qualification                | Club Deportivo FAS  |
| Coupe des vainqueurs de coupe de la CONCACAF | Qualifiés           |
| Premier tour de qualification                | CD Luis Ángel Firpo |

| Promotions et relégations   |             |
| Relégué en Segunda División | CD Apaneca  |
| Promu de Segunda División   | CD El Roble |